# Angelo Rotta

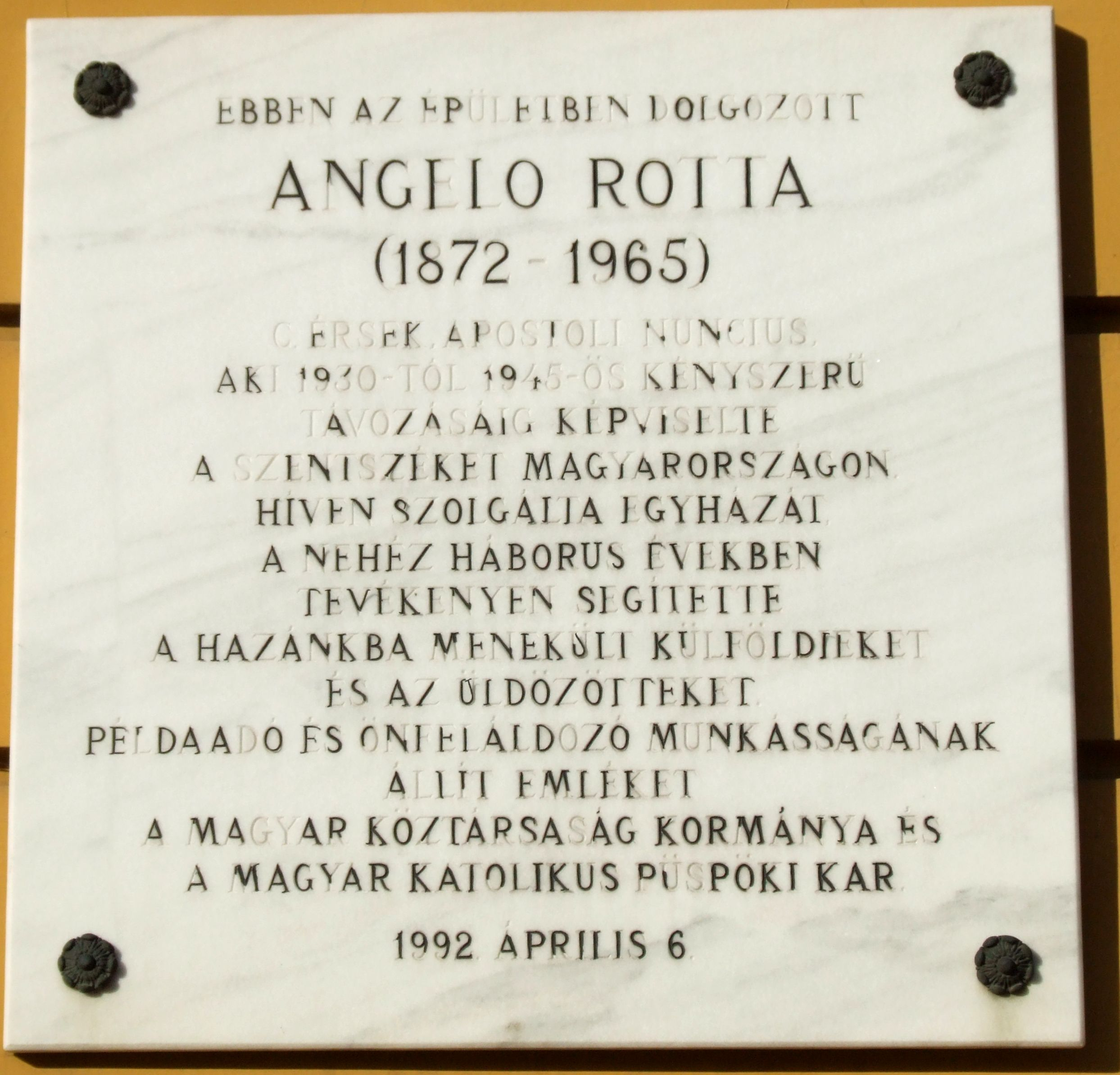
Emléktáblája a budai Várnegyedben

Angelo Rotta (Milánó, 1872. augusztus 9. – Vatikán, 1965. február 1.) olasz katolikus pap, magyarországi apostoli nuncius 1930-tól 1945-ig. Elsősorban az 1944-es embermentésben játszott szerepe miatt ismert.

## Pályafutása
A milánói középiskolai évek után Rómában tanult filozófiát és teológiát. 1895. február 10-én szentelték pappá. Ezt követően különböző egyházi hivatalokat töltött be.

### Püspöki pályafutása
1922-ben XI. Piusz pápa thébai címzetes érsekké és közép-amerikai apostoli internunciussá (pápai küldötté) nevezte ki. November 1-jén szentelte püspökké Pietro Gasparri bíboros, Jules Tiberghien és Carlo Cremonesi érsekek segédletével. Ebben a minőségében 1925-ig képviselte az Apostoli Szentszéket Costa Ricában, Hondurasban, Nicaraguában, Salvadorban és Panamában. 1925-től törökországi apostoli delegátusként szolgált Isztambulban. 

#### Magyarországi apostoli nuncius
1930 márciusától Magyarországon képviselte a Szentszéket nunciusként. 1939-ben támogatta a lengyel menekülteket, köztük zsidókat is.
1944-től a Vatikán képviseletének vezetőjeként a zsidók mentésének egyik fő alakjává vált, a semleges államok diplomatái közül elsőként gyakorolt nyomást a magyar kormányra a zsidóellenes politika ellen. Személyes szerepvállalása aktívabb volt más országok vatikáni képviseleteinél, ugyanakkor XII. Piusz pápa is kézzel írt levélben szólította fel a lehető legtöbb zsidó megmentésére. Többször is határozottan követelte a nyilas kormány vezetőinél a zsidók deportálásának és a velük szemben elkövetett atrocitásoknak a leállítását. Már 1944 áprilisában éles hangon tiltakozott a magyar külügyminisztériumnál a deportálások előkészítése miatt:
a Szentatya mély fájdalommal látja, hogy Magyarország is, amelyet eddig keresztény nemzetként magasztaltak, olyan útra tévedt, amely ellentétes az Evangélium tanításával
Amikor a diplomáciai fellépések nem vezettek eredményre, a Nemzetközi Vöröskereszttel és más külföldi diplomatákkal együtt folytatta az üldözöttek mentését: úgynevezett védett házakat jelöltek ki, és (az engedélyezett 2500 helyett) 19 000 vatikáni menlevelet osztatott szét a veszélyben lévők között. Hivatalosan a Vatikán csak a már a háború előtt átkeresztelkedettekért és a vegyes házasságban élőkért állt ki – ez a korlátozás a német hatóságok által szabott feltétel volt –, a gyakorlatban ugyanakkor próbáltak minél több emberen segíteni, felekezetre való tekintet nélkül. Együttműködött Giorgio Perlascával és Nina Langlettel is. Október 20. körül csatlakozott hozzá és vált a jobbkezévé ebben a szolgálatban Baranski Tibor kispap. Újvári Sándornak biankó oltalomleveleket adott, hogy a Budapestről Bécs felé tartó halálmenetbe besoroltaknak segítsen. Saját házában kétszáz személyt rejtegetett. 1945 februárjában sikertelenül próbálta fegyverszünet kötésére rávenni Karl Pfeffer-Wildenbruch SS-tábornokot. 
1945 áprilisában a Szövetséges Ellenőrző Bizottság, a szovjet hatóságok nyomására, kiutasította Magyarországról.

#### Az Államtitkárság hivatalnoka
Ezután a Vatikánban szolgált, többek között a Keresztény Egység Titkárságának tagjaként. Már 84 éves is elmúlt, amikor 1957-ben végleg visszavonult a diplomáciai szolgálatból. 92 éves korában hunyt el Rómában.

## Emléke
- 1997-ben Világ Igaza címet adományozott számára a Jad Vasem.[4]
- 2010-től az ő nevét viseli a budai rakpart Margit híd és Batthyány tér közötti szakasza.

## Magyarul megjelent művei
- Angelo Rotta üdvözlő beszéde a XXVIII. Országos Katolikus Nagygyűléshez; Ny., Bp., 1939
- Rótta Angelo beszéde. Elmondotta latin nyelven Salgótarjánban a ferences plébánia-templom munkások emelte új oltárának felszentelése alkalmával tartott munkás ünnepélyén; s.n., Salgótarján, 1940
- Nunciusi jelentések; METEM–Historia Ecclesiastica Hungarica Alapítvány, Budapest, 2020–
  - 3/1. Angelo Rotta magyarországi nuncius politikai jelentéseiből. I. rész, 1930–1939; szerk. Csíky Balázs, sajtó alá rend. Somorjai Ádám, ford. Csíky Balázs, Korompai Eszter, Somorjai Ádám; 2022
  - 3/2. Angelo Rotta magyarországi nuncius politikai jelentéseiből. II. rész. 1938–1945; szerk. Somorjai Ádám, ford. Korompai Eszter; 2022
  - 3/3. Angelo Rotta magyarországi és Andrea Cassulo romániai nuncius jelentései az első és a második bécsi döntést követően, 1939–1941; szerk. Somorjai Ádám, tan. Sárándi Tamás, ford. Korompai Eszter, Somorjai Gabi; 2023